# Zaruzie
Zaruzie – wieś w Polsce położona w województwie podlaskim, w powiecie łomżyńskim, w gminie Miastkowo.
| SIMC    | Nazwa  | Rodzaj    |
| ------- | ------ | --------- |
| 0402030 | Borowe | część wsi |

Wierni kościoła rzymskokatolickiego należą do parafii Matki Bożej Różańcowej w Miastkowie.

## Historia
Wieś szlachecka położona była w drugiej połowie XVI wieku w powiecie ostrołęckim ziemi łomżyńskiej. W latach 1921 – 1939 wieś i folwark leżał w województwie białostockim, w powiecie łomżyńskim, w gminie Miastkowo.
Według Powszechnego Spisu Ludności z 1921 roku zamieszkiwało
- folwark – 103 osoby, 90 było wyznania rzymskokatolickiego, 13 mojżeszowego. Jednocześnie 90 mieszkańców zadeklarowało polską przynależność narodową, 13  żydowską. Było tu 5 budynków mieszkalnych
- wieś – ówcześnie jako Zaruzie-Gozdy – 186 osób, 176 było wyznania rzymskokatolickiego, a 10 mojżeszowego. Jednocześnie wszyscy mieszkańcy zadeklarowali polską przynależność narodową. Było tu 30 budynków mieszkalnych[10].

Miejscowości należały do parafii rzymskokatolickiej w Miastkowie. Podlegała pod Sąd Grodzki i Okręgowy w Łomży; właściwy urząd pocztowy mieścił się w m. Miastkowie.
W wyniku napaści ZSRR na Polskę we wrześniu 1939 miejscowość znalazła się pod okupacją sowiecką. Od czerwca 1941 roku pod okupacją niemiecką. Od 22 lipca 1941 do 1945 włączona w skład Landkreis Lomscha, Bezirk Bialystok III Rzeszy.
W latach 1975–1998 miejscowość administracyjnie należała do województwa łomżyńskiego.